# Battaglia di Trzciana
La battaglia di Trzciana (nota anche come battaglia di Honigfelde o battaglia sul Stuhmer Heide o battaglia di Sztum) fu parte della guerra polacco-svedese dal 1626 al 1629 (detta anche seconda guerra svevo-polacca), ed ebbe luogo il 25 giugno 1629. Nella battaglia, l'esercito polacco fu guidato da Stanisław Koniecpolski, atmano della corona, e fu affiancato dalle forze di Hans Georg von Arnim, comandante delle truppe del Sacro Romano Impero Germanico, mandato dall'imperatore Ferdinando II d'Asburgo per aiutare Sigismondo III, re di Polonia; i due eserciti si scontrarono con le truppe svedesi comandate dal re Gustavo II Adolfo, che sostenne i luterani protestanti in Germania e nel nord Europa. Per ben due volte nella battaglia, il re svedese scampò alla morte o alla cattura. La battaglia finì con una sconfitta di misura per la Svezia, ma le battaglie in Prussia continuarono dopo la battaglia per i mesi di luglio e agosto; a seguito di tali schermaglie, la guerra finì prima in uno stallo e poi in una tregua che venne accettata da Sigismundo III.

## Storia
Il re svedese e polacco-lituano Sigismondo III cercò di accaparrarsi la corona della Svezia, ma fu respinto dal popolo svedese, e fu invece lo zio di Sigismondo, Carlo, a divenirne il re. Sigismondo voleva comunque riconquistare la corona svedese, oltre che a ottenere la corona della Russia, il che portò quest'ultima chiedere aiuto a Carlo. Il Sacro Romano Impero sotto gli Asburgo tentò di riconquistare i paesi europei per il cattolicesimo e di ottenere il controllo delle città commerciali del Mar Baltico al nord della Germania, in particolare l'Hansa, e di invertire il Nord che era diventato luterano (in quanto la Svezia aveva ottenuto il primato sul Mar Baltico). Da un po' di tempo, le rotte commerciali erano state controllate da una potente Danimarca, che controllava presso il Sound nel suo territorio. Sigismondo III di Polonia-Lituania cercò di strapparle il Mar Baltico con le sue redditizie rotte commerciali e chiese ripetutamente al re svedese Gustavo Adolfo di rinunciare al suo titolo di re svedese come prerequisito per una tregua e per i negoziati di pace. Gli svedesi intuirono queste tattiche dilatorie di Sigismondo III e così, al logico rifiuto del re svedese, le battaglie e le schermaglie andarono avanti per anni.

### Vigilia dell'incontro a Honigfelde
All'inizio del 1629, il re polacco Sigismondo III Vasa ricevette il sostegno militare dell'imperatore Ferdinando II. I rinforzi, composti da 5 000 fanti e raitri, guidati da Hans Georg von Arnim, arrivarono in Prussia nella tarda primavera del 1629, e allestirono il campo vicino a Grudziądz (Graudenz). Dopo lo svernamento in Svezia, Gustav Adolf arrivò in Prussia nel mese di maggio. Scoppiarono di conseguenza diverse schermaglie (Scharmuetzel), tra cui una il 27 giugno 1629 ad Honigfelde (Honigfeldt su vecchie mappe) a sud di Sztum, dove Gustavo Adolfo guidò il suo esercito di 4 000 cavalieri e 5 000 fanti da Marienburg (Malbork) contro l'esercito imperiale e quello polacco.

### La battaglia
Il re svedese tentò di affrontare una delle due forze avversarie prima che il nemico potesse auto-convergersi e riunirsi, ma non riuscì nell'intento, e fu costretto a ritirarsi verso Marienburg (Malbork) per evitare il loro numero ormai superiore. Tuttavia, scoprendo il suo ritiro, l'atmano polacco Stanislaw Koniecpolskie il comandante imperiale von Arnim inviarono una forza di 1 300 ussari, 1 200 cavalieri leggeri e 2 000 raitri per catturare gli svedesi. Tale forza raggiunse l'esercito svedese nel villaggio di Honigfelde (Trzciana polacca, ordierna Trzciano) sulla foce di Sztum (Stuhmer Heide).
Appresa la vicinanza delle forze polacche e imperiali, Gustavo II Adolfo ordinò alle truppe di Rhinecount (Rheingraf) Otto Ludwig di continuare la marcia. Otto Ludwig non seguì gli ordini e mantenne invece una posizione a Honigfelde con 1 950 pezzi di cavalleria, 60 fanti e 10 pistole in pelle di pitone da 3x. Nel frattempo, Koniecpolski ordinò ai suoi cosacchi polacchi di avanzare attraverso i boschi a nord-ovest di Sadowe e a suoi ussari di fare una manovra di fiancheggiamento dietro le colline a sud-est di Honigfelde. I regimi più lenti e pesanti di von Arnim raggiunsero il campo di battaglia per ultimi e formarono l'ordine di battaglia per attaccare frontalmente gli svedesi.
I cannoni di cuoio svedesi iniziarono a sparare contro i cosacchi, che si avvicinavano mentre uscivano dal bosco, e il Rheincount ordinò ai suoi archibugieri di attaccarli. Sia i cosacchi che gli archibugieri erano cavalleria mobile con una buona potenza di fuoco, ma gli archibugieri tedeschi presero il sopravvento e iniziarono a rimandare i cosacchi, numericamente indietro, nella foresta. In quel momento gli ussari polacchi arrivarono dalla loro manovra di fiancheggiamento, e alcune compagnie furono inviate per occuparsi dell'artiglieria svedese e dei 60 moschettieri che le sostenevano, ma la maggioranza avanzò per caricare gli archibugieri impegnati.
Gli archibugieri crollarono rapidamente quando gli ussari caricarono il fianco e il retro, e fuggirono in grande disordine verso nord, dove si trovava il resto del loro esercito. Gustavo Adolfo arrivò per aiutare il Rheincount e l'esercito caricando con lo squadrone di Zacharias Pauli e lo squadrone finlandese di Reinhold Anrep, formato da 700 cavalieri, ma la maggior parte di questi fu demoralizzata dalla fuga della retroguardia e si unì al suo interno. Gustavo Adolfo era ormai in una posizione rischiosa, in quanto lui e la rimanente cavalleria venivano perseguitati dai cosacchi polacchi. Fu quasi catturato da un cosacco, ma fuggì quando uno dei suoi ufficiali (secondo la leggenda Erik Soop) sparò all'attaccante e permise a Gustavo di ricongiungersi al resto della cavalleria.
La situazione fu critica mentre gli svedesi raggiungevano il villaggio di Straszewo, ma il feldmaresciallo Wrangel ristabilì momentaneamente la situazione caricando i polacchi inseguitori con la sua intera forza di 2 150 cavalieri. Ciò diede ad Gustavo Adolfo il tempo di riunire 1 000 uomini dei suoi squadroni in fuga e di ricongiungersi alla battaglia. I corazzieri di von Arnim e gli ussari di Koniecpolski si caricarono ancora una volta e gli svedesi furono di nuovo respinti, ma questa volta in ordine migliore. Gli svedesi iniziarono quindi a ritirarsi a Pułkowice (Pulkowitz) a 7 km da Trzciana, dove i corazzieri di guardia svedesi e lo squadrone di Streiff di 750 uomini presero posizione difensiva.
Durante la loro ritirata, gli svedesi furono sottoposti a un feroce inseguimento. Mentre si avvicinavano a Pułkowice (Pulkowitz), furono sollevati dal contrattacco dello squadrone di Streiffs. La battaglia raggiunse ora un punto morto fino a quando von Arnim raggiunse nuovamente i suoi corazzieri e rovesciò di nuovo la battaglia contro gli svedesi. Questi ultimi si ritirarono nuovamente, questa volta a Neudorf (Nowa Wieś) dove 1 260 fanti e 8 cannoni da 6x-12x aveva preso posizione lungo il fiume, e senza troppi problemi riuscì a tenere a bada la cavalleria polacca-imperiale, ormai stanca, fino all'arrivo del buio. Il giorno seguente gli svedesi furono in grado di ritirarsi indisturbati a Marienburg (Malbork).

### Dopo la battaglia
La cavalleria svedese subì gravi perdite durante la battaglia, con circa 600 morti e 200 presi prigionieri dai polacchi, tra cui molti ufficiali di alto rango (i racconti precedenti della battaglia parlano erroneamente di soli 200-300 perdite su ciascuna parte), insieme a 1 300 dei primi 5 500 cavalli, essendo incapace di servire la cavalleria a causa di perdite e ferite. La fanteria svedese, tuttavia, rimase per lo più intatta, e nel complesso l'equilibrio delle forze nella guerra rimase sostanzialmente invariato.
Un altro attacco da parte della Polonia sotto Koniecpolski venne respinto il 15 luglio, e lo stesso accadde il 9 agosto a Elbinger Werder (Żuławy Elbląskie) ma stavolta guidato da un gruppo polacco demoralizzato in cerca di cibo.
Poco dopo arrivarono diplomatici stranieri a Varsavia e fu firmata la tregua di Altmark che pose fine alle ostilità della guerra polacco-svedese.
La battaglia di Trzciana è commemorata nella Tomba del Milite Ignoto di Varsavia, con la scritta "TRZCIANA 25 VI 1629".